# Bistum Boise

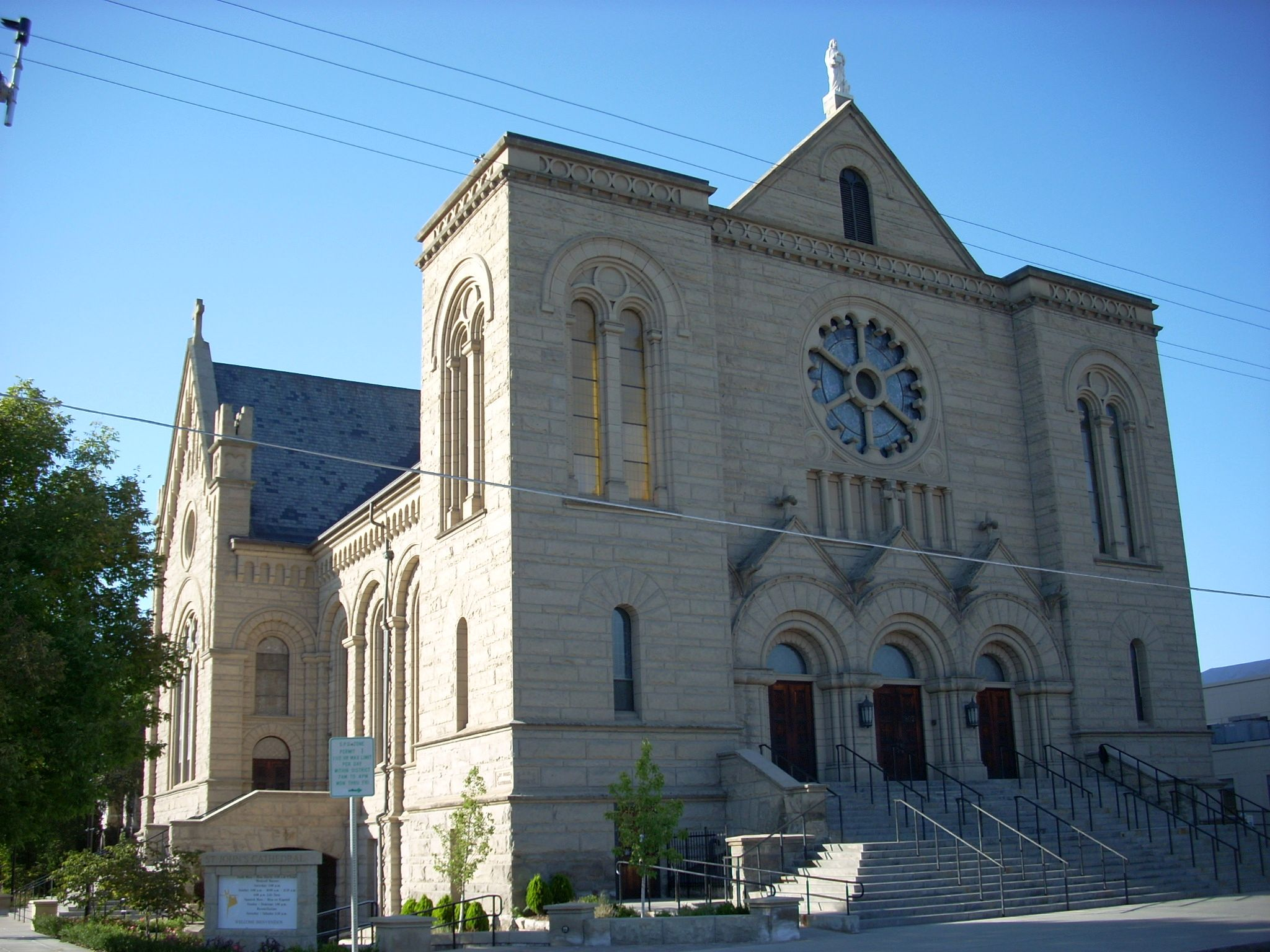
Kathedrale: St. John the Evangelist in Boise

Das Bistum Boise (auch Boise City, lateinisch Dioecesis Xylopolitana, englisch Diocese of Boise [City]) ist eine in den Vereinigten Staaten gelegene römisch-katholische Diözese mit Sitz in Boise, Idaho. 

## Geschichte
Das Bistum Boise wurde am 3. März 1868 durch Papst Pius IX. aus Gebietsabtretungen des Erzbistums Oregon City als Apostolisches Vikariat Idaho und Montana errichtet. Am 5. März 1883 gab das Apostolische Vikariat Idaho und Montana Teile seines Territoriums zur Gründung des Apostolischen Vikariates Montana ab und wurde in Apostolisches Vikariat Idaho umbenannt. Das Apostolische Vikariat Idaho wurde am 25. August 1893 durch Papst Leo XIII. zum Bistum erhoben und in Bistum Boise City umbenannt.
Das Bistum Boise ist dem Erzbistum Portland in Oregon als Suffraganbistum unterstellt.

## Territorium
Das Bistum Boise umfasst den Bundesstaat Idaho. Es ist damit eines der wenigen römisch-katholischen Bistümer in den USA, dessen Grenzen deckungsgleich mit denen eines Bundesstaates sind, andere Beispiele sind das Bistum Cheyenne, das Bistum Little Rock, das Bistum Wheeling-Charleston, das Bistum Burlington, das Bistum Manchester, das Bistum Portland und das Bistum Providence.

## Ordinarien

### Apostolische Vikare von Idaho und Montana
- Louis Aloysius Lootens, 1868–1876

### Apostolische Vikare von Idaho
- Alphonse Joseph Glorieux, 1884–1893

### Bischöfe von Boise
- Alphonse Joseph Glorieux, 1893–1917
- Daniel Mary Gorman, 1918–1927
- Edward Joseph Kelly, 1927–1956
- James Joseph Byrne, 1956–1962, dann Erzbischof von Dubuque
- Sylvester William Treinen, 1962–1988
- Tod David Brown, 1988–1998, dann Bischof von Orange in California
- Michael Patrick Driscoll, 1999–2014
- Peter Forsyth Christensen, seit 2014